# سيركان يالتشين
سيركان يالتشين (بالتركية: Serkan Yalçın)‏ هو لاعب كرة قدم تركي في مركز الدفاع، ولد في 2 نوفمبر 1982 في إزمير في تركيا. لعب مع ألتينوردو وبولو سبور ونادي بلدية آكهيسار سبور.

## وصلات خارجية
- سيركان يالتشين على موقع اتحاد تركيا (لاعب) (الإنجليزية)
- سيركان يالتشين على موقع قاعدة بيانات كرة القدم.إي يو (الإنجليزية)
- سيركان يالتشين على موقع عالم كرة القدم.نت (الإنجليزية)